# Anton The Losen
Anton Johann Albert The Losen (* 12. Januar 1814 in Groß-Burlo, Kreis Borken; † 18. Juli 1888 in Detmold) war ein preußischer Generalmajor und Kommandeur der 11. Feldartillerie-Brigade.

## Leben

### Herkunft
Anton war ein Sohn des Forstmeisters Nikolaus Leopold The Losen (1773–1821) und dessen Ehefrau Margarete Luise, geborene von Noel (1776–1848).

### Militärkarriere
Losen besuchte zunächst das Gymnasium in Münster und trat nach seinem Abschluss am 12. Januar 1831 in die 4. Artillerie-Brigade der Preußischen Armee ein. Zur weiteren Ausbildung absolvierte er von Oktober 1831 bis September 1835 die Vereinigte Artillerie- und Ingenieurschule und wurde anschließend als außeretatsmäßigen Sekondeleutnant zum Artillerieoffizier ernannt. Am 2. Januar 1836 erfolgte seine Versetzung in die 7. Artillerie-Brigade und 1845/49 war er Adjutant der I. Abteilung. Zwischenzeitlich zum Premierleutnant befördert, war Losen zudem 1848/50 als Lehrer an der Divisionsschule der 13. Division tätig. Er wurde am 22. Juni 1852 zum Hauptmann befördert und am 20. Februar 1854 zum Batteriechef ernannt. Daran schloss sich von Juni 1856 bis April 1858 eine Verwendung als Artillerieoffizier vom Platz in Jülich an. Am 1. Mai 1858 wurde Losen in das 3. Artillerie-Regiment versetzt und am 13. September 1859 unter Stellung à la suite des 5. Artillerie-Regiments zum Mitglied der Artillerie-Prüfungskommission sowie der Prüfungskommission für Premierleutnants der Artillerie ernannt. In dieser Stellung stieg Losen Mitte September 1860 zum Major auf und für sein Wirken zeichnete man ihn mit dem Orden der Eisernen Krone III. Klasse, dem Ritterkreuz des Verdienstordens der Bayerischen Krone sowie dem Ritterkreuz des Militär- und Zivildienst-Ordens Adolphs von Nassau mit Schwertern aus.
Vom 10. Oktober bis zum 6. November 1861 war er zum Gußwerk Maria Zell kommandiert, um die Revision der gezogenen Geschütze des Deutschen Bundes vorzunehmen. Am 17. Juni 1862 wurde Losen zum Kommandeur der III. Abteilung der Rheinischen Artillerieabteilung Nr. 8 ernannt und Mitte Oktober 1862 mit dem Ritterkreuz des Ordens der Württembergischen Krone ausgezeichnet. Am 19. März 1866 wurde er zum Kommandeur des reitenden Abteilung ernannt und im gleichen Jahr nahm er während des Krieges gegen Österreich an den Schlachten bei Münchengrätz und Königgrätz teil. Nachdem man ihn am 8. Juni 1866 zum Oberstleutnant befördert hatte, wurde Losen nach dem Friedensschluss am 10. Oktober 1866 zum Direktor der Vereinigten Artillerie- und Ingenieurschule in Berlin ernannt. Von dort folgte am 9. Juli 1867 seine Versetzung als Chef der Technischen Abteilung für Artillerieangelegenheiten in das Kriegsministerium und am 22. März 1868 die Beförderung zum Oberst.
Während des Krieges gegen Frankreich war Losen nach dem Fall der Festung Metz vom 24. November 1870 bis zum 3. Dezember 1870 zur Begutachtung der dortigen Industrie und Vorräte kommandiert. Er erhielt am 29. März 1871 den Kronen-Orden II. Klasse, wurde am 31. Juli 1871 zum Kommandeur der Kommandeur 11. Artillerie-Brigade ernannt und am 22. März 1873 zum Generalmajor befördert. Unter Verleihung des Roten Adlerordens II. Klasse mit Eichenlaub wurde Losen am 13. April 1875 mit Pension zur Disposition gestellt. Er starb am 18. Juli 1888 in Detmold.
In seiner Beurteilung aus dem Jahr 1845 heißt es: „Von guter Moralität, verbunden mit einem recht anständigen Benehmen und Lebendigkeit des Charakters, ist er auch im Besitz guter allgemeiner wissenschaftlicher Bildung. Im Dienst ist er eifrig, umsichtig und gewandt und daher ein recht brauchbarer Offizier.“

### Familie
Am 22. September 1840 heiratete er in Münster Marie Sophie Helwig (1820–1850). Aus der Ehe gingen mehrere Kinder hervor, darunter der Sohn Felix (1852–1890), der 1882 Martha Neuhaus heiratete.